# Université des femmes Sookmyung
L'université des femmes Sookmyung est une université privée pour femmes située à Yongsan-gu (Séoul, Corée du Sud). Fondée en 1906, elle est le premier établissement d’enseignement privé royal pour femmes de Corée. Sookmyung est l’un des plus grands établissements d’enseignement féminin au monde et l’une des universités les plus prestigieuses de Corée du Sud.

## Galerie d'images

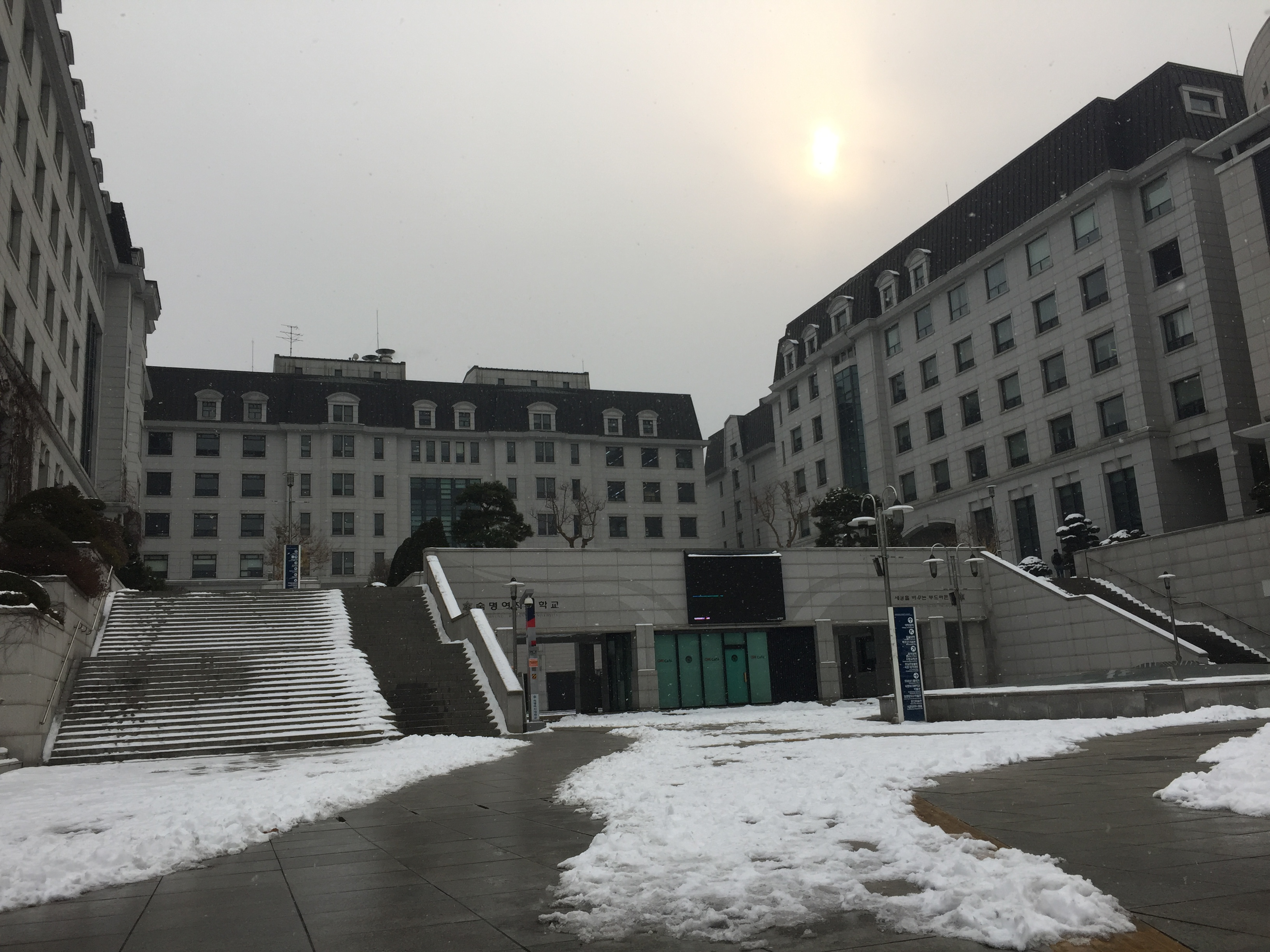
L'université en hiver.
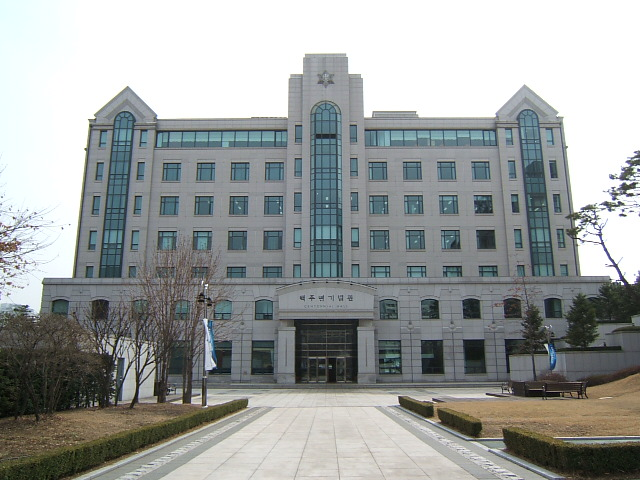
Le Centennial Hall.
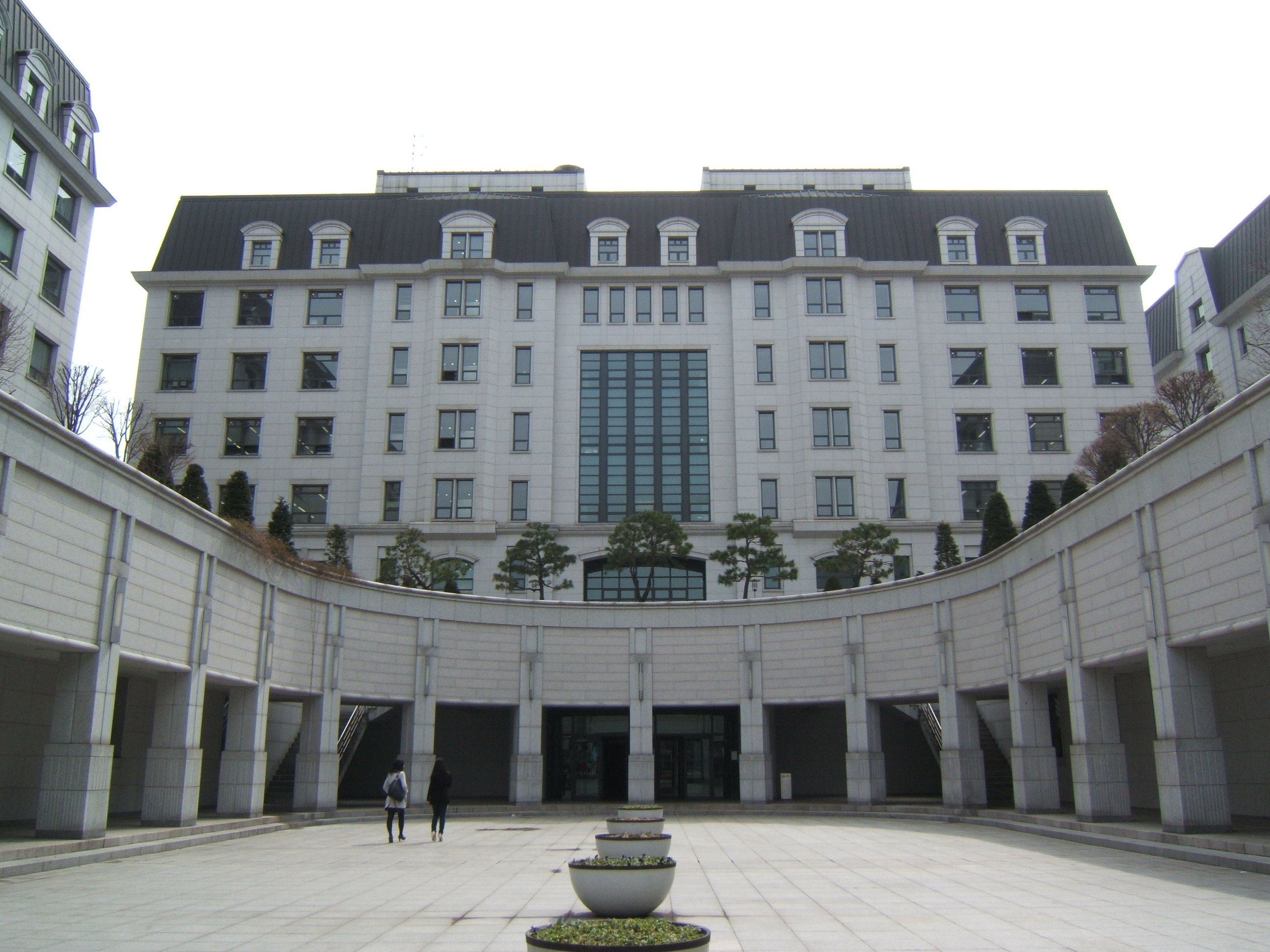
Le collège de pharmacie.
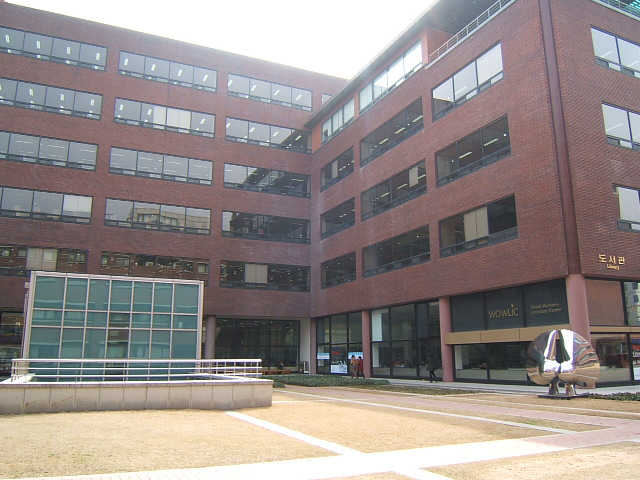
La bibliothèque principale.